# Liste der Ober- und Mittelzentren im Saarland
Die Liste der Ober- und Mittelzentren im Saarland listet alle Oberzentren und Mittelzentren im Saarland auf. Grundlage ist der saarländische Landesentwicklungsplan, Teilabschnitt „Siedlung“ 2006.
Die Einträge sind alphabetisch sortiert.

## Oberzentrum
| Zentrum     | Landkreis   |
| ----------- | ----------- |
| Saarbrücken | Saarbrücken |

## Mittelzentren
| Zentrum     | Landkreis       |
| ----------- | --------------- |
| Blieskastel | Saarpfalz-Kreis |
| Dillingen   | Saarlouis       |
| Homburg     | Saarpfalz-Kreis |
| Lebach      | Saarlouis       |
| Merzig      | Merzig-Wadern   |
| Neunkirchen | Neunkirchen     |
| Saarlouis   | Saarlouis       |
| St. Ingbert | Saarpfalz-Kreis |
| St. Wendel  | St. Wendel      |
| Völklingen  | Saarbrücken     |
| Wadern      | Merzig-Wadern   |

## Belege
- Saarländische Landesregierung (Hrsg.): Landesentwicklungsplan, Teilabschnitt „Siedlung“. 2006 (saarland.de [PDF]).